# NEMO (moździerz)
NEMO (New Mortar) – samobieżny moździerz kal. 120 mm, uproszczona wersja moździerza AMOS. System może być umieszczony na różnych podwoziach: kołowych, gąsienicowych, a nawet małych okrętach.
W stosunku do moździerza AMOS jest to konstrukcja tańsza, prostsza i lżejsza, co pozwala zwiększyć gamę pojazdów, na podwoziach, których może być zainstalowana.
Zasięg moździerza NEMO to ok. 10 km. Maksymalna szybkostrzelność to 10 strzałów na minutę, a praktyczna to 7 strz./min.
W roku 2012, na wystawie w Paryżu Patria zaprezentowała nową wersję moździerza oznaczoną jako NEMO Plus. Ulepszona wersja posiada wieżę zintegrowaną ze zdalnie sterowanym modułem uzbrojenia Kongsberg Protector Super Lite. Moduł może być uzbrojony w broń maszynową kalibru 5,56 mm lub 7,62 mm. Ponadto aby zwiększyć świadomość sytuacyjną załogi, wieża została wyposażona w system kamer SAAB SAS, co zapewnia widoczność w zakresie pełnych 360° dookoła pojazdu.

## Użytkownicy
- Słowenia – 12 sztuk na podwoziu Patria AMV
- Zjednoczone Emiraty Arabskie – 12 sztuk umieszczonych na łodziach patrolowych
- Arabia Saudyjska – 36 sztuki, przeznaczone do zamontowania na podwoziach kołowych LAV II[3].